# 大後寿々花
大後 寿々花（おおご すずか、1993年（平成5年）8月5日 - ）は、日本の女優。本名、同じ。神奈川県横浜市出身。慶應義塾大学環境情報学部卒業。アルファエージェンシー所属。

## 略歴
2000年11月、劇団ひまわりに所属し、明治座秋の演劇祭『国盗り物語』でデビュー。
2005年、行定勲監督の『北の零年』に出演する。また、同作品で共演した渡辺謙に推薦され映画『SAYURI』に出演。チャン・ツィイーが演じるヒロインの子供時代を演じ、11歳でハリウッドデビューする。
2006年、劇団ひまわりを退団し、CATAMARANに移籍。
2007年4月、『セクシーボイスアンドロボ』で連ドラ初ヒロインを務める。
2010年1月、新春ドラマスペシャル『福助』でテレビドラマ初主演。
2012年4月、慶應義塾大学環境情報学部に入学、2016年3月に卒業。その後は女優業を本格化させる。
2013年2月、CATAMARANからアルファエージェンシーに移籍。

## 出演

### テレビドラマ
- 歓迎!ダンジキ御一行様 第6話（2001年12月1日、日本テレビ）
- 人にやさしく（2002年1月 - 3月、フジテレビ） - 亀山リカ 役
- ごくせん 第6話（2002年5月22日、日本テレビ） - 山口久美子（幼少時代） 役
  - ごくせんリターンズ 総集編＆師走のヤンクミスペシャル（2002年12月30日、日本テレビ） - 山口久美子（幼少時代） 役
- 天才柳沢教授の生活（2002年10月 - 12月、フジテレビ）
- 幸せ咲いた〜結婚相談所物語〜（2003年1月 - 3月、東海テレビ） - 須藤千里 役
- スチュワーデス刑事 第7作（2003年1月10日、フジテレビ） - ハンカチの刺繍を見せる少女 役
- こちら本池上署 第2シリーズ 第7話（2003年5月26日、TBS） - 少女 役
- Dr.コトー診療所（2003年7月 - 9月、フジテレビ） - 中村悠子 役
  - Dr.コトー診療所 特別編（2004年1月9日・10日、フジテレビ） - 中村悠子 役
  - Dr.コトー診療所 2004（2004年11月12日・13日、フジテレビ） - 中村悠子 役
  - Dr.コトー診療所2006（2006年10月 - 12月、フジテレビ） - 中村悠子 役
- 愛の家〜泣き虫サトと7人の子〜（2003年8月 - 9月、NHK総合） - 野田未花 役
- 永遠の恋物語〜阿部定と吉蔵〜（2004年2月6日、朝日放送）
- あいくるしい（2005年4月 - 6月、TBS） - 天野未来 役
- 渡り番頭・鏡善太郎の推理3 神々の里・高千穂燃える夜神楽殺人事件（2005年5月7日、テレビ朝日） - 谷津里香子 役
- 死亡推定時刻（2006年9月9日、フジテレビ） - 渡辺美加 役
- こちら森中探偵堂（2006年9月25日、TBS） - 丸山かりん 役
- セクシーボイスアンドロボ（2007年4月 - 6月、日本テレビ） - ヒロイン・林二湖（ニコ） 役
- ガリレオ 第五章（2007年11月12日、フジテレビ） - 矢島秋穗 役
- 美ら海からの年賀状（2007年12月14日、フジテレビ） - 浦崎エリ 役
- 連続テレビ小説（NHK）
  - 瞳（2008年3月 - 9月） - 島田奈緒子 役
    - 瞳 総集編（2008年12月29日） - 島田奈緒子 役

  - わろてんか（2017年12月26日 - 2018年3月31日） - 安達都 役
- シバトラ〜童顔刑事・柴田竹虎〜（2008年7月 - 9月、フジテレビ） - 宝生美月 役
  - シバトラ〜童顔刑事!史上最大の危機スペシャル〜（2009年5月9日、フジテレビ） - 宝生美月 役
  - シバトラ〜さらば、童顔刑事スペシャル〜（2010年5月22日、フジテレビ） - 宝生美月 役
- サムライ・ハイスクール（2009年10月 - 12月、日本テレビ） - 望月優奈 役
- 福助（2010年1月4日、東海テレビ） - 主演・五十嵐るみ子 役
- 私は屈しない〜特捜検察と戦った女性官僚と家族の465日（2011年1月31日、TBS） - 中井実沙 役
- 世にも奇妙な物語 2011年 秋の特別編 いじめられっこ（2011年11月26日、フジテレビ） - 永瀬日菜子 役
- カウンターのふたり 第1話 桜の記憶（2012年4月21日、TwellV） - 小山千春 役
- 医療捜査官 財前一二三3（2012年8月3日、フジテレビ） - 矢上梨奈 役
- 第二楽章（2013年4月 - 6月、NHK） - 白瀬茉莉（少女期） 役
- 酔いどれ小籐次（2013年6月 - 9月、NHK BSプレミアム） - おうづ 役
- 二十四の瞳（2013年8月4日、テレビ朝日） - 川本松江 役
- 大河ドラマ 八重の桜（2013年9月29日、NHK） - 小松リツ 役
- おふくろ先生の診療日記6（2013年11月4日、TBS） - 芹沢亜衣 役
- 明日、ママがいない（2014年1月 - 3月、日本テレビ） - オツボネ 役
- 天才刑事・野呂盆六9 鬼・もう1人の女〜本庁のコロンボ×記憶の消えた殺人犯!（2014年7月19日、朝日放送） - 天見詩保 役
- 小杉健治サスペンス・保身（2015年7月1日、テレビ東京） - 田畑亜利沙 役
- クロスロード（2016年2月 - 3月、 NHK BSプレミアム） - 間島千鶴 役
- 立花登青春手控え 第7回（2016年6月24日、NHK BSプレミアム） - おしん 役
- 昔話法廷「舌切りすずめ裁判」（2016年8月4日、NHK Eテレ） - すずめ 役 ※声の出演 [10]
- 運命に、似た恋（2016年9月 - 11月、NHK総合） - 綾瀬莉々 役
- 夏目漱石の妻 第1回・第2回（2016年9月24日・10月1日、NHK総合） - 正岡律 役
- 嫌われる勇気 第2話（2017年1月19日、フジテレビ） - 大村絵実華 役
- OH LUCY!（2017年9月16日、NHK総合） - サクラ 役
- 刑事ゆがみ 第1話（2017年10月12日、フジテレビ） - 倉間藍子 役[11]
- 世にも奇妙な物語 '17秋の特別編「寺島」（2017年10月14日、フジテレビ） - 小林摩子 役
- 今からあなたを脅迫します 第2話（2017年10月29日、日本テレビ） - 笠谷沙和子 役
- 赤ひげ（2017年11月 - 12月、NHK BSプレミアム、2018年9月 - 10月にNHK総合「土曜時代ドラマ」で再放送） - お杉 役[12]
- 静おばあちゃんにおまかせ 第2話（2018年3月30日、テレビ朝日） - 朝倉美緒 役
- トーキョーエイリアンブラザーズ（2018年7月 - 9月、日本テレビ） - はるる 役
- 刑事ゼロ 第5話（2019年2月4日、テレビ朝日） - 小野千秋 役
- 家売るオンナの逆襲 第2シリーズ 第8話（2019年2月27日、日本テレビ） - 棟方すみれ 役
- アガサ・クリスティ「予告殺人」（2019年4月14日、テレビ朝日） - 品地栗江 役
- ザ・リアリティ・ショー～突然コマーシャルドラマ2～（2019年4月20日、フジテレビ） - 尾上春菜 役[13]
- 特捜9 season2 CASE8（2019年6月5日、テレビ朝日） - 和田ひとみ 役
- まどろみバーメイド 〜屋台バーで最高の一杯を。〜 第7話（2019年8月24日、テレビ大阪・BSテレ東） - 美樹本 役
- 仮面ライダーゼロワン 第8話（2019年10月20日、テレビ朝日） - 白衣の天使ましろちゃん 役[14]
- おかしな刑事21（2019年10月20日、テレビ朝日） - 佐竹日菜子 役
- ハムラアキラ〜世界で最も不運な探偵〜（2020年1月24日 - 3月6日、NHK総合） - アケミ 役
- CODE1515 第7話（2020年6月21日、BSフジ） - 西幸子 役
- アンサング・シンデレラ 病院薬剤師の処方箋 第2話（2020年7月23日、フジテレビ） - 篠原麻利絵 役
- 明治開化 新十郎探偵帖（2020年、NHK）
- 月曜プレミア8 さすらい署長 風間昭平 15（2022年1月24日、テレビ東京） - 中沢留美 役[15]
- だれかに話したくなる山本周五郎日替わりドラマ2 第3話『人情武士道』（2022年2月8日、NHK BSプレミアム） - 信子 役
- 逃亡医F 第8話 - 最終話（2022年3月5日 - 19日、日本テレビ） - 長谷川浩子 役[16]
- ペンディングトレイン-8時23分、明日 君と 第5話 - （2023年5月19日 - 、TBS） - 梶原朱美 役
- 初恋、ざらり 最終話（2023年9月23日、テレビ東京） - 森田志乃美 役
- 弁当屋さんのおもてなし シーズン2 第3話（2024年1月27日、北海道テレビ） - 南波美馬 役[17]
- お別れホスピタル（2024年2月3日 - 、NHK総合） - 佐古ひとみ 役[18]
- GO HOME〜警視庁身元不明人相談室〜 第7話（2024年9月7日、日本テレビ） - チアキ / 川崎千明 役[19]
- 法廷のドラゴン 第5話（2025年2月14日、テレビ東京） - 熊倉美鈴 役[20]

### 映画
- ウルトラマンコスモスVSウルトラマンジャスティス THE FINAL BATTLE（2003年8月2日公開） - ミオ 役
- 油断大敵（2004年1月17日公開） - 入院している少女 役
- 北の零年（2005年1月15日公開） - 小松原多恵（幼少期） 役
- SAYURI（2005年12月10日公開） - 千代（さゆり幼年期） 役
- バルトの楽園（2006年6月17日公開） - 志を・フランツ 役
- 遠くの空に消えた（2007年8月18日公開） - 柏手ヒハル 役
- グーグーだって猫である（2008年9月6日公開） - 人間のサバ 役
- おっぱいバレー（2009年4月18日公開） - 寺嶋美香子（中学時代） 役
- 女の子ものがたり（2009年8月29日公開） - 高原菜都美（高校時代） 役
- カムイ外伝（2009年9月19日公開） - サヤカ 役
- 紙風船〜あの星はいつ現はれるか〜（2011年3月26日公開） - 雨宮絵ノ葉 役
- スープ〜生まれ変わりの物語〜（2012年7月7日公開） - 矢野歩 役
- 桐島、部活やめるってよ（2012年8月11日公開） - 沢島亜矢 役
- 悼む人（2015年2月14日公開） - 野平清実 役
- オー・ルーシー!（2018年4月28日公開） - サクラ 役
- ハッピーアイランド（2019年3月2日公開） - 理沙 役
- "隠れビッチ"やってました。（2019年12月6日公開） - 木村彩 役[21]
- 劇場版 仮面ライダーゼロワン REAL×TIME（2020年12月18日公開） - 白衣の天使ましろちゃん 役[22]
- 湖の女たち（2024年5月17日公開） - 小野梓 役[23][24]
- 幽霊はわがままな夢を見る（2024年6月29日公開） - 菊池美穂 役

### 配信映画
- 新幹線大爆破（2025年4月23日、Netflix） - 市川さくら 役[25][26]

### 配信ドラマ
- AKBホラーナイト アドレナリンの夜 第24話「オルゴール」（2015年12月24日、ビデオパス・テレ朝動画）
- うつヌケ（2018年9月29日 - 、Hulu） - カネコ 役[27]

### テレビアニメ
- ミチコとハッチン（2008年10月 - 2009年3月、フジテレビ） - ハナ・モレーノス（通称：ハッチン） 役
- 毎日かあさん 第23話 祭りの夜（2009年9月16日、テレビ東京） - なつみ 役

### その他のテレビ番組
- エチカの鏡〜ココロにキクTV〜（2008年11月、フジテレビ）
- 森田一義アワー 笑っていいとも!「テレフォンショッキング」（2009年8月20日、フジテレビ）
- 人生を変える7日旅「大後寿々花ｘ世界遺産　高野山」（2016年8月12日、BS朝日）

### ラジオドラマ
- FMシアター（NHK-FM）
  - こぼれ塾（2007年2月24日） - 木下明里 役[28]
  - 真昼の流れ星（2014年6月14日）[29]
  - みごもる。（2015年6月20日） - 風子 役[30]
  - 暗闇の訪問者（2017年5月20日） - 夏葉 役[31]
  - ようこそ喫茶トマリギへ（2024年5月11日） - 坂本葵 役[32]
- 青春アドベンチャー（NHK-FM）　
  - 見かけの二重星（2012年7月16日 - 20日） - 綾子・綾子の分身（二役）[33]
  - あたたかい水の出るところ（2014年11月10日 - 21日） - 大島柚子 役[34]
  - 放課後はミステリーとともに『探偵部への挑戦状』（2014年5月12日 - 23日） - 大金うるる 役[35]
  - ぱきゅん（2019年12月2日 - 13日） - 陽子 役[36]
  - イッツ・ア・ビューティフルワールド（2021年3月15日 - 26日） - 珠子 役[37]
  - 雨のスケッチブック（2024年6月24日 - 28日）[38]
- 太田胃散 presents TOKYO FM サンデースペシャル ラジオドラマ「終わった人」（2017年3月26日、TOKYO FM）[39]
- TOKYO FM ミュージック・シアター「クリスマスの告白〜６つの弦が織りなす物語 supported by スピードラーニング」（2017年12月24日、TOKYO FM）[40]
- TOKYO FM 特別番組「林檎の樹の下で眠るとき　ヴォイス・オブ・ザ・ピープル　～戦争語彙集～」(2023年12月20日、TOKYO FM）[41]

### 舞台
- 明治座・国盗り物語 （2000年）
- オイディプス王 （2003年、蜷川幸雄監督）

### CM
- バンダイ フォトプリパジャマ（2001年）
- アイリスオーヤマ『犬と少女』篇 （2002年）
- ソフトバンクモバイル（当時：ボーダフォン） 写メールカード 〜少女へのエール篇〜（2003年）
- トヨタ・ヴォクシー 〜HANDS篇〜（2004年）
- ヤマザキビスケット
  - ビッツサンド「元気なワタシ」篇（2007年11月）
  - ビッツサンド「応援」篇（2008年11月）
  - ビッツサンド「ハイキング女子」篇（2010年6月）
  - ビッツサンド「おいしさを色で選ぼう」篇（2011年10月）
  - エアリアル「見て！聞いて！食べて！」篇（2012年3月）
- SoftBank ホワイト学割
  - 〜テニス部入部篇〜（2008年5月 - ）
  - 〜球拾い篇〜（2008年8月 - ）
- ACジャパン NHK-AC共同キャンペーン「コエだしてエコ」（2008年7月 - 2009年6月）
- トヨタ自動車 こども店長（2009年 - ） - こども店長の姉 役
  - 「登場」篇
  - 「エコカーの減税」篇
  - 「給食」篇
  - 「ファッションショー」篇
  - 「浦島太郎」篇
  - 「キャンプ」篇
  - 「スキー」篇
  - 「ライバルあらわる」篇
  - 「年月」篇
  - 「試乗現場・ハイブリッド」篇
  - 「試乗現場・バックガイドモニター」篇
  - 「石川プロと買いやすさ」篇

### ゲーム
- レイトン教授と悪魔の箱（2007年11月29日発売、ニンテンドーDSソフト） - ヒロイン・カティア 役（声の出演）

### PV
- 山下達郎「太陽のえくぼ」（2005年） - フジテレビ系『めざましテレビ』テーマソング
- Cocco「甘い香り（Movie Ver.）」（2007年） - 映画『遠くの空に消えた』映像より

## 受賞歴
2005年（平成17年）
第15回日本映画批評家大賞 新人賞（小森和子賞）（『SAYURI』）
2007年（平成19年）

第53回ザテレビジョンドラマアカデミー賞 助演女優賞 （『セクシーボイスアンドロボ』）